# MICR
Розпізнавання символів магнітним чорнилом (англ. Magnetic Ink Character Recognition) — технологія розпізнавання символів, використовувана в основному в банківській галузі, щоб полегшити обробку чеків. Технологія дозволяє комп'ютерам зчитувати інформацію (наприклад, номер рахунку) з друкованих документів. На відміну від штрих-кодів або аналогічних технологій, MICR коди можуть бути легко прочитані людьми.
MICR символи друкуються спеціальними шрифтами із застосуванням магнітних чорнил або тонера, зазвичай містять окис заліза. Машина визначає кодований текст по першому магнітному символу. Зчитування MICR коду схоже на читання магнітної стрічки в магнітофоні. Кожен символ коду збуджує в зчитувальній голівці унікальний електромагнітний сигнал, який може бути легко впізнаний системою зчитування.
Використання магнітних символів дозволяє надійно зчитувати інформацію, навіть якщо вона була перекреслена іншими написами або штампами. Зазвичай коефіцієнт помилок при зчитуванні магнітних знаків менше, ніж при оптичному розпізнаванні символів. Код MICR неможливо прочитати менш ніж з 1 % добре надрукованих документів, а неправильно розпізнається десь близько 1 символу на 100 000.
MICR описується в стандарті ISO 1004:1995.

## Історія
Технологія MICR вперше була продемонстрована Асоціації американських банкірів в липні 1956 року. До 1963 року вона була практично повсюдно впроваджена в США.
Перші чеки з використанням MICR були надруковані наприкінці 1959 року. Хоча дотримання стандартів MICR було добровільним у Сполучених Штатах, до 1963 року вони були прийняті майже повсюдно. 1963 року ANSI прийняв шрифт ABA E-13B як американський стандарт для друку MICR, а E-13B був також стандартизований як ISO 1004:1995. Інші країни встановили свої власні стандарти, хоча зчитувачі MICR і більшість іншого обладнання були американського виробництва. Технологія MICR була прийнята в багатьох країнах, з деякими варіаціями. Шрифт E-13B був прийнятий як стандарт у США, Канаді, Великобританії, Австралії та багатьох інших країнах. В Австралії система управляється Австралійською платіжною мережею.

## Шрифти
Основні шрифти для MICR, які використовувались у всьому світі — це E-13В та CMC-7. В 1960 році шрифти MICR стали символом сучасності та футуризму, що призвело до створення на їх основі комп'ютерних шрифтів, що імітували MICR, але на відміну від оригіналу містили повний набір символів.

### E-13B
Майже на усіх чеках Індії, США, Канади та Великої Британії використовується шрифт E-13 (де число «13» в назві шрифту позначає 0,013-дюймову сітку, що використовується при кодуванні символів).

14 символів шрифту E-13B. Службові символи (зліва направо): транзиту, on-us, кількість та тире

E-13B складається з 14 символів: 10 цифрових символів, а також 4-ох контрольних символів:
- ⑆ (транзит: використовується для розмежування номера філіалу банку від номера транзитного маршруту);
- ⑇ (кількість: використовується для позначення суми угоди);
- ⑈ (on-us: використовується для позначення номера рахунку клієнта);
- ⑉ (тире: використовується для розмежування частин чисел, например, номера маршруту або номера рахунку).

### CMC-7

15 символів шрифту CMC-7. Керуючі символи після цифр (зліва направо) внутрішній, термінатора, суми, маршрутизації та невикористаний символ

В деяких країнах, враховуючи Францію та Ізраїль, використовується шрифт CMC-7, розроблений компанією Bull.
CMC-7 складається з 15 символів: 10 цифрових символів, а також 5-ти контрольних символів: внутрішнього, термінатора, суми, маршрутизації та невикористаного символу. CMC-7 має формат штрих-коду при цьому кожен символ має два різних великі пробіли в різних місцях, а також різні шаблони між ними, щоб мінімізувати будь-які шанси на плутанину символів під час читання.